# Береке (Уаліхановський район)
Береке́ (каз. Береке) — село у складі Уаліхановського району Північноказахстанської області Казахстану. Входить до складу Куликольського сільського округу.
Населення — 152 особи (2021; 287 у 2009, 343 у 1999, 441 у 1989).
Національний склад станом на 1989 рік:
- казахи — 100 %.

До 2002 року село називалось П'яте Декабря, ще раніше — Кизилоба.